# Мартин, Винсент
Винсент «Айвенго» Мартин (англ. Vincent "Ivanhoe" Martin; 1924—1948), известный как Rhyging — ямайский преступник, ставший народным героем и олицетворением образа руд-боя. Он стал печально знаменитым в 1948 году после побега из тюрьмы и организации нескольких грабежей, убийств и покушений на убийства, прежде чем был застрелен полицией. В последующие десятилетия его жизнь активно мифологизировалась ямайской поп-культурой, кульминацией чего стал культовый фильм 1972 года The Harder They Come (Тернистый путь), в котором Мартина сыграл Джимми Клифф.
Его прозвище происходит от термина rhyging (также пишется rhygin) — на ямайском патуа означает «бушующий». Слово используется ямайцами как синоним прилагательных «дикий», «горячий», «плохой».

## Жизнь

### Ранняя карьера
Винсент Мартин родился в Линстеде, округ Сэнт-Кэтрин, Ямайка, и уже в юношеские годы, после переезда в Кингстон, ступил на путь совершения насильственных преступлений. Худощавый, невзрачный, с женоподобным голосом, он компенсировал эти слабости созданием репутации крайне жестокого преступника. Мартин был впервые арестован в 14 лет за драку и приговорен к порке. Дальнейшие аресты за избиения и воровство привели его к шестимесячному пребыванию в тюрьме. Выйдя на свободу, Мартин вступил в преступную банду и приобрел ряд псевдонимов, в том числе «Айвенго», «Аллан Лэдд» и «Капитан Полночь». В 1946 году он был арестован за ограбление и экспрессивно самостоятельно защищал себя в суде, что вызвало симпатии общественности, раздраженной блеклостью и непритязательностью выступлений обвинителя и судьи. Через год Мартин был освобожден из тюрьмы, но совсем скоро совершил ещё одно ограбление, за которое был осужден и приговорен к пяти годам тюрьмы. 30 апреля 1948 года Мартин бежал из тюрьмы. В последующие несколько месяцев Мартин ускользал полиции, а течение шестинедельного «криминального загула» совершил серию насильственных преступлений в восточном Кингстоне. Сенсационные репортажи о преступлениях Мартина печатались в газете Daily Gleaner, которая популяризировала его под прозвищем «Rhyging» в образе «ямайского Робин Гуда».

### «Криминальный загул»
Скандальная серия преступлений Мартина началась, когда полиция попыталась арестовать его в августе 1948 года. Узнав от информатора, что он будет в отеле Carib, несколько офицеров полиции подстерегали его там. Мартин был в комнате с женщиной, когда ворвалась полиция. Он схватил ружье и застрелил одного офицера, детектива Льюиса, двое других были ранены — полицейский Эрл и отставной сержант Галлимор. Убийство Льюиса заставило мэра Кингстона Александра Бустаманте начать настоящую охоту на Мартина. Сам Бустаманте нес гроб на похоронах Льюиса.
На следующий день Мартин убил женщину по имени Люсиль Тибби Янг, подругу Эрика Голдсона, которого он считал доносчиком. Он ворвался в её квартиру и потребовал, чтобы она привела к нему Голдсона. Когда женщина сказала, что не знает, где Голдсон, Мартин выстрелил ей в грудь. Затем он выстрелил в двух других женщин, которые были в комнате в это время, — Эстеллу Браун и Айрис Бейли, ранив их. Сразу после этого полиция объявила вознаграждение £ 200 за информацию Мартина — живого или мертвого. Мартин в ответ написал открытое письмо сержанту Скотту, одному из детективов, ведших его поиски. В письме, которое было опубликовано в Jamaica Times, он писал:
У меня есть арсенал из 29 видов оружия, и я доволен, что творю историю уголовного элемента на Ямайке. Не рассчитывай, что я покончу с собой, это только испортило бы мою великую историю. Но я надеюсь, что детектив Скотт будет обучать своих людей ещё лучше. Я собираюсь показать полиции, чего ей не хватает и что могу сделать я.
Через несколько дней Мартин убил Джонатана Томаса, своего бывшего сообщника. Томас шёл по улице с женой, когда Мартин вышел навстречу и выстрелил в него. Затем он попытался убить Селвина Максвелла, но Максвелл сумел вырвать пистолет из рук Мартина. Мартин бежал, украв автомобиль Максвелла. Он также принимал участие в грабежах, возможно, для финансирования запланированного побегa с Ямайки. Мартин подозревался в ограблении гостиницы «White Horses», в ходе которого был связан охранник, и магазина рядом с Руссо-роуд.
«Криминальный загул» сделал Мартина знаменитым. Мартин провоцировал полицию и играл на публику, позируя на фото с пистолетом и отправляя эти фото в газеты. В письме в «Daily Gleaner» он описал события в отеле «Carib»:
Я решил сделать рывок. Я побежал к двери с пистолетом в руке. У меня даже не было времени накинуть на себя одежду. Я посмотрел на улицу. Я слышал звук ещё одного выстрела. Я увидел парней, которые хотели сделать этот вечер последним в моей жизни, но я был против. В это время у меня было всего пять патронов… Я выскочил на улицу. Я был ранен в правое плечо…
Полиция распространила описание Мартина, в котором говорилось, что он был 5 футов 3 дюймов ростом, высоким, однако обычно носил обувь на высоком каблуке, чтобы казаться выше. У него также отсутствовали несколько передних зубов в верхней челюсти, но иногда он носил вставные зубы. Мартин, как правило, носил черные очки и имел привычку оглядываться через каждые несколько шагов и плевать через каждые несколько слов по ходу разговора.

### Смерть
Мартин скрывался с некоторыми друзьями некоторое время недалеко от своего дома в округе Сэнт-Кэтрин, но полиция была проинформирована о его местонахождении. Он сумел бежать на отмели Лайм-Кей, у развалин Порт-Ройяла, но полиция вновь быстро узнала об этом. 9 сентября 1948 года полицейские устроили налет на убежище Мартина. Мартин вместе с сообщниками отстреливался в течение часа, но был убит, когда он попытался бежать. Он умер в возрасте 24 лет от огнестрельных ранений на пляже Лайм-Кей. На его теле насчитали 5 ранений в голову и ещё несколько по всему телу. Возможно, он прятался в Лайм-Кей в ожидании лодки, чтобы бежать на Кубу. Полиция также подозревала, что Мартин рассчитывал сесть на лодку и бежать с острова или куда-нибудь на юго-западное его побережье.
Тело Мартина поступило в городской морг и было похоронено в безымянной могиле. Большое число людей пришли посмотреть на тело пресловутого преступника, в том числе Эрик Голдсон. Для того, чтобы избежать сбора толпы на похоронах, полиция заявила, что тело Мартина перевезли в Спаниш-Таун. В итоге тело Мартина было доставлено на кладбище Мэй-Пенн, где было поспешно захоронено без церемонии.

## Посмертная слава
Сразу после смерти Мартина Gleaner начала печатать рассказы о его жизни. Один из них был озаглавлен «История одного убийцы», а другой — «Кто был этот человек с наградой на его голову»:
Кем был Rhyging? Этот человек с наградой за его голову, которого искаженно представляли как врага общества…Винсент Мартин его настоящее имя. На жаргоне его товарищей его звали Rhyging. Rhyging означает человека, который всегда на высоте…
Мартин стал народным героем для бедных жителей ямайских трущоб 1940-х годов, приобретя образ анти-героя, как Джон Диллинджер или Бонни и Клайд. По словам Кевина Эйлмера, он стал « иконой ямайского рабочего класса», за счет его образа героя голливудских вестернов, его мужского обаяния и притягивающей способности неожиданно появляться и убегать от погони. Вскоре после смерти Мартина два ямайских комика Бим и Бам поставили драму под названием Rhygin’s Ghost. Принц Бастер в 1965 году написал о Мартине песню, озаглавленную Rhygin. Он также стал героем стихотворения «Мертвец» (1966) ямайской писательницы Луизы Беннетта-Коверли.
Жизнь Мартина вдохновила режиссёра Перри Хензелла в 1972 году снять фильм The Harder They Come (Тернистый путь), в котором Мартина сыграл Джимми Клифф. В фильме Rhyging изображается как регги-певец и автор песен, которого обманом лишили прав на его песни, из-за чего он обращается к наркоторговле и становится известным благодаря своим преступлениям. Как считал Клифф, «Rhygin был на стороне народа. Он был своего рода Робин Гуд…». [13]
В 1980 году вышел роман Майкла Телвелла в The Harder They Come, основанный на сюжете фильма, также идеализировавший образ Мартина и изображавший его как невинную жертву мошенников, с которыми он столкнулся, впервые прибыл в Кингстон.
Фильм был позже адаптирован в мюзикл и впервые поставлен в 2006 году в Королевском театре Стратфорда (Лондон).
Rhyging продолжает играть важную роль в ямайской культуре в образе duppy — призрака, пугающего непослушных детей.